# St. Veit an der Glan
Pour les articles homonymes, voir Sankt Veit.
St. Veit an der Glan (en slovène : Šentvid ob Glini) est une ville autrichienne, le centre administratif du district de St. Veit an der Glan dans le Land de Carinthie. Située au carrefour d'anciennes voies de communication, la cité historique fut la résidence des ducs de Carinthie jusqu'en 1518.

## Géographie

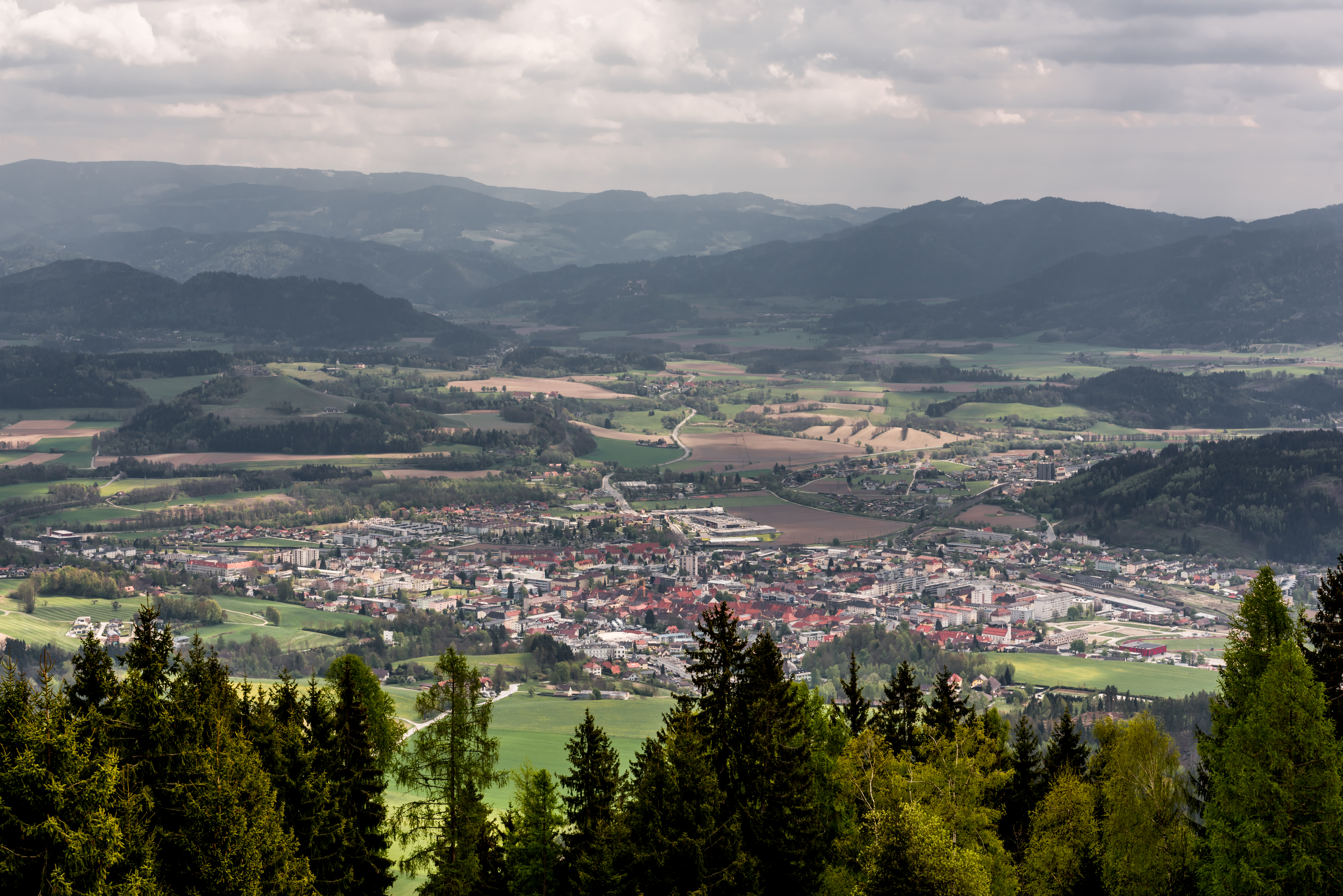
Vue sur la ville.

La ville est située au bord nord de la plaine fertile Zollfeld, traversée par la rivière Glan, au pied des Alpes de Gurktal. Ici, la Glan atteint le bassin central de Carinthie et s'écoule vers le sud-est à Maria Saal près de Klagenfurt, la capitale du Land.
La gare de St. Veit an der Glan est reliée au réseau de la S-Bahn de Carinthie.

## Histoire
Lors de fouilles au sud de la ville, des restes d'un camp romain ont été trouvés. Des fragments sculptés de l'époque du haut Moyen Âge preuvent que la région a été peuplée déjà pendant la période de l'Empire carolingien. La légende veut que Ratold, un prince slave dans la marche de Carantanie, vers 901 y a combattu les forces magyares. Après saint Vit lui soit apparu et avait garanti son appui, il fit construire une première petit église en son honneur.
La première mention officielle de la ville Sancti Viti remonte à 1131, dans un acte de la diocèse de Gurk. Le domaine était parfois entre les mains des évêques de Bamberg avant de devenir une des propriétés du duc Hermann II de Carinthie vers l'an 1176. Sous la dynastie rhénane de Sponheim, surtout dans le règne du duc Bernard de Carinthie († 1256), St. Veit connut une floraison d'un développement économique et culturel remarquable. À la cour des ducs, les meilleurs Minnesänger, tels que Walther von der Vogelweide et Ulrich von Liechtenstein, se sont produits. Après l'extinction de lignée en 1286, le duché passa au comte Meinhard de Goritz, ce qui entraîna des soulèvements dans la ville contre ses prétentions au pouvoir. À la mort de Henri de Goritz, fils de Meinhard, en 1335, la Carinthie devint propriété de la maison de Habsbourg.
Incorporée dans les pays de l'Autriche intérieure, la ville perdit alors de son importance politique. En 1362 le duc Rodolphe IV d'Autriche conférait aux citoyens le droit d'organiser une foire annuelle qui, encore de nos jours, existe et reste une fête populaire (Wiesenmarkt). L'économie locale a ainsi bénéficié du commerce des métaux ferreux des mines à Hüttenberg. Toutefois, vers la fin du XVe siècle, la région est d'une part envahie par les forces ottomanes, d'autre part, elle est le théâtre de luttes contre les troupes du roi Mathias Corvin de Hongrie. En 1518, l'assemblée des états provinciaux (Landstände) a transféré son siège à Klagenfurt.

## Personnalités liées à la ville
- Hermann Knaus (1892–1970), chirurgien et gynécologue ;
- Friedrich Rainer (1903–1947), nazi gauleiter ;
- Libgart Schwarz (née en 1941), actrice ;
- Wolfgang Puck (né en 1949), chef cuisinier ;
- Franz Wohlfahrt (né en 1964), footballeur ;
- Johannes Kirisits (né en 1985), joueur de hockey ;
- Matthias Mayer (né en 1990), skieur alpin ;
- Marco Haller (né en 1991), cycliste ;
- Adis Jasic (né en 2003), footballeur.

## Jumelage
- Haltern (Allemagne) depuis 1972